# Crocidura suaveolens
O musaranho-de-dentes-brancos-pequeno ou morganho (Crocidura suaveolens) é um pequeno mamífero terrestre, pertencente à ordem Soricomorpha e à família Soricidae.

## Descrição física
É um musaranho com dentes brancos semelhante ao musaranho-de-dentes-brancos,
Crocidura russula. Para uma devida identificação requer uma observação
detalhada das características dentárias para a devida identificação (Rey, 2002). A
coloração dorsal é acastanhada e o ventre é cinza. A cauda apresenta pêlos muito
longos. (Rey, 2002).
Na Europa continental e na Península Ibérica, as dimensões corporais aumentam
de norte para sul: a população da ilha de Minorca (Espanha) possui um maior tamanho,
com tamanho cabeça-corpo de 68,3 milímetros e um peso entre os 6,0 e os 11,0 gramas.
Na Galiza (Espanha), o tamanho cabeça-corpo é de 62,9 milímetro e o peso situa-se
entre os 5,7 e os 8,1 gramas. Não existem dados para Portugal (Rey, 2002). É um ser
diplóide, com 40 cromossomas (2n=40).

## Distribuição geográfica
O musaranho-de-dentes-brancos-pequeno tem uma ampla distribuição
geográfica. Ocorre na Região paleoártica, que se estende desde a costa atlântica
portuguesa e espanhola, distribuindo-se pela Europa e pela Ásia chegando até à Sibéria
(Hutterer et al., 2008).
O limite sul da sua distribuição geográfica engloba Sinai (Egipto), Ásia Menor,
Israel, Arábia Saudita, Irão e China (Hutterer et al., 2008).

## Habitat e ecologia
As populações desta espécie têm tendência para formar grupos sociais (Rey,
2002), ocupando uma grande variedade de habitats na sua distribuição geográfica como
vinhais, olivais, campos agrícolas, maquis mediterrâneos, dunas, áreas montanhosas e
regiões húmidas com vegetação densa e próximo à água, tendendo a evitar florestas
densas (Hutterer et al., 2008; Vlasák e Niethammer, 1990; Libois et al., 1999). No
sudoeste da Ásia, a espécie também ocorre em habitats com vegetação seca. (Bates e
Harrison, 1989; Tez, 2000).
Em zonas áridas, ocorre onde há disponibilidade de água, nomeadamente perto
de oásis e nascentes. É a espécie mais tolerante a condições de seca do género
Crocidura (Qumsiyeh, 1996).
Os requisitos principais para a escolha do habitat pelo musaranho-de-dentesbrancos-
pequeno são a vegetação e a disponibilidade de alimento. A sua dieta tem como
principal alimento pequenos insectos de corpo mole (Vlasák e Niethammer, 1990). Por
vezes alimenta-se de micromamíferos, plantas e sementes. (Rey, 2002).

## Reprodução
Após um ano de vida, a espécie atinge a maturidade reprodutiva. A época do cio
ocorre entre Março e Setembro e em caso de fertilização, a gestação tem uma duração
de 26-27 dias, nascendo em média 4 crias, com peso entre os 0,42 gramas e os 0,67
gramas (Rey, 2002).

## Predação
Na Europa Central, o musaranho-de-dentes-brancos-pequeno é predado por
diversas aves, mamíferos e répteis.
Na Península Ibérica, os principais predadores são a coruja-pequena (Asio otus),
o aluco (Strix aluco) e especialmente, a coruja-das-torres (Tyto alba),. Também é
capturado por gatos domésticos (Felis catus) e por martas (Martes martes) (Rey, 2002).

## Factores de Ameaça
O uso de pesticidas e herbicidas pode ter um impacto negativo sobre as espécies
que habitam terrenos agrícolas, como é o caso do musaranho-anão-de-dentes-brancospequeno,
no entanto não é considerada uma ameaça séria para a espécie (Libois et al.,
1999).

## Conservação
A espécie está classificada como espécie com estatuto de conservação Pouco
Preocupante (LC), segundo a Lista Vermelha da IUCN (Hutterer et al., 2008).
O musaranho-de-dentes-brancos pequeno encontra-se listado no Apêndice III da
Convenção de Berna. Ocorre em várias áreas protegidas da sua distribuição
geográfica. Actualmente, não estão implementadas acções específicas para a
conservação da espécie.
A subespécie Crocidura suaveolens caneae, endémica da ilha de Creta (Grécia),
está listada no Apêndice II da Convenção de Berna, como uma subespécie de fauna
estritamente protegida (Hutterer, 2008).